# キプリッチ・ヨージェフ
キプリッチ・ヨージェフ（Kiprich József, 1963年9月6日 - ）は、ハンガリー・タタバーニャ出身の元サッカー選手、サッカー指導者。現役時代のポジションはフォワード。

## 経歴

### 選手時代
タタバーニャで生まれ1980年に地元クラブのFCタタバーニャでデビュー。タタバーニャでは9シーズンを過ごし1984-85シーズンに18得点を挙げリーグ得点王となったが、タイトルとは縁が無かった。
1989年にオランダのフェイエノールトへ移籍し、同年8月20日のフォルトゥナ・シッタート戦でデビュー。エト・デ・フーイやジョン・デ・ヴォルフらと共にリーグ優勝1回（1993年）、カップ優勝4回（1991年、1992年、1994年、1995年）、スーパーカップ優勝1回（1991年）に貢献した。フェイエノールトのセンターFWとしては決して傑出した成績を残した訳では無く、フットボール･テクニックも優れていたわけでは無かったが、その驕らない姿勢とハードワークを厭わないメンタリティがフェイエノールトのクラブ･カルチャーと完璧に合う選手だったため、移籍当初からヘット・レヒューン（フェイエノールト・サポーター）とロッテルダマー(ロッテルダムの人々)強い支持を受け、4年目(1990-1991)は監督 ヴィレム・ファン・ハネヘムのもとで18得点を記録して重要な存在となっただけではなく、FCフローニンゲンとの優勝決定戦で先制点を決めたことでその人気は不滅のものとなった。以後、ロッテルダムではキプリッチは『タタバーニャの魔術師』の異名で呼ばれており、フェイエノールトのクラブ史上でも最も伝説的選手の1人と見なされている。
1995年からはキプロスのAPOELニコシアへ移籍し1995-96シーズンのキプロスリーグでは24試合で25得点を挙げ得点王となりリーグ優勝に貢献。またキプロスカップ決勝ではAEKラルナカを下しリーグと合わせて二冠獲得に貢献した。しかし翌1996-97シーズンは17試合で4得点を記録するに留まり、1997年限りでクラブを退団した。
1997年にオランダのFCデン・ボスで1シーズンの間プレーした後、1998年には自身がデビューしたFCタタバーニャへ復帰。2部リーグへ降格していたクラブを1年で1部リーグ復帰へ導くと、翌1999年からはプレイングマネージャーを務め、2年間過ごした後の2001年に現役を引退した。
ハンガリー代表としては1984年9月26日のオーストリア戦でデビュー。1986年のワールドカップ・メキシコ大会では1次リーグのソビエト連邦戦とカナダ戦の2試合に出場した。その後はハンガリーサッカー界は低迷期に入りFIFAワールドカップやUEFA欧州選手権への出場は成らず。1995年9月6日のトルコ戦を最後に代表から退くまで国際Aマッチ70試合に出場し28得点を挙げた。

### 引退後
その後は本格的に指導者としての道を歩み、タタバーニャを退団後の2001年7月にヴァシャシュSCの監督に就任。ルーマニア2部リーグのFCオリンピア・サトゥ・マーレ、やハンガリー国内のクラブチームの監督を歴任し、2005年からは古巣のフェイエノールトのスカウトを務めた。その後は再び指導者の道へ戻り、ウーイペシュトFCU-19チームのコーチを経て、2008年からはジルモートSEの監督を務めた。